# Проховицький замок
Проховицький замок (пол. Zamek w Prochowicach, нім. Schloss Parchwitz) — замок у місті Проховіце Легницького повіту Нижньосілезького воєводства у Польщі.

## Історія
Місто, розташоване на броді через річку Качава на шляху з Вроцлава у Глогув, ймовірно було засноване легницьким паладином Іко Мироновичем у 1259 році. Приблизно з 1400 року містом почала володіти родина Зедліців. Її представник, Отто фон Зедліц, збудував, на місці попереднього дерев'яного замку, мурований, який разом із вежею та північним крилом утворює серцевину нинішнього комплексу. Після 1562 року замком володіли фельдмаршал Ганс фон Опперсдорф та Фабіан Шьонайх. Тоді було збудоване східне крило та південна брама. Після 1594 року Проховиці були резиденцією легницьких князів.
Замок було сильно пошкоджено у 1642 році, під час Тридцятилітньої війни. Його відновили за вказівкою княгині Анни Софії Легницької у 1658 році. Після згасання лінії легницьких князів у 1675 році, замок перейшов у володіння імператора Священної Римської імперії. Після 1820 року замок знову опинився у приватній власності. У 1835 році графом Ердманом Сильвіусом фон Пюклером було закладено ландшафтний парк поруч із замком. Черговий власник замку граф Курт фон Страхвіц розпочав у 1905 році його реновацію.
Наприкінці Другої світової війни замок було пошкоджено та згодом відбудовано. З 1990 року він перебуває у приватній власності. Після чергової зміни власника замок було знову відновлено.

## Архітектура
Комплекс складається з трьох паралельних частин будівлі, які були з'єднані між собою роздробленим східним крилом. З південної сторони знаходиться брама, яка є головним в'їздом до замку. Замкова готична вежа походить ще з 1422 року. Суміжна середня частина будівлі датується XVI століттям. До внутрішнього подвір'я замку провадить портал з Атлантом та каріатидою. Найдавнішим фрагментом замку є його північне крило.

## Світлини

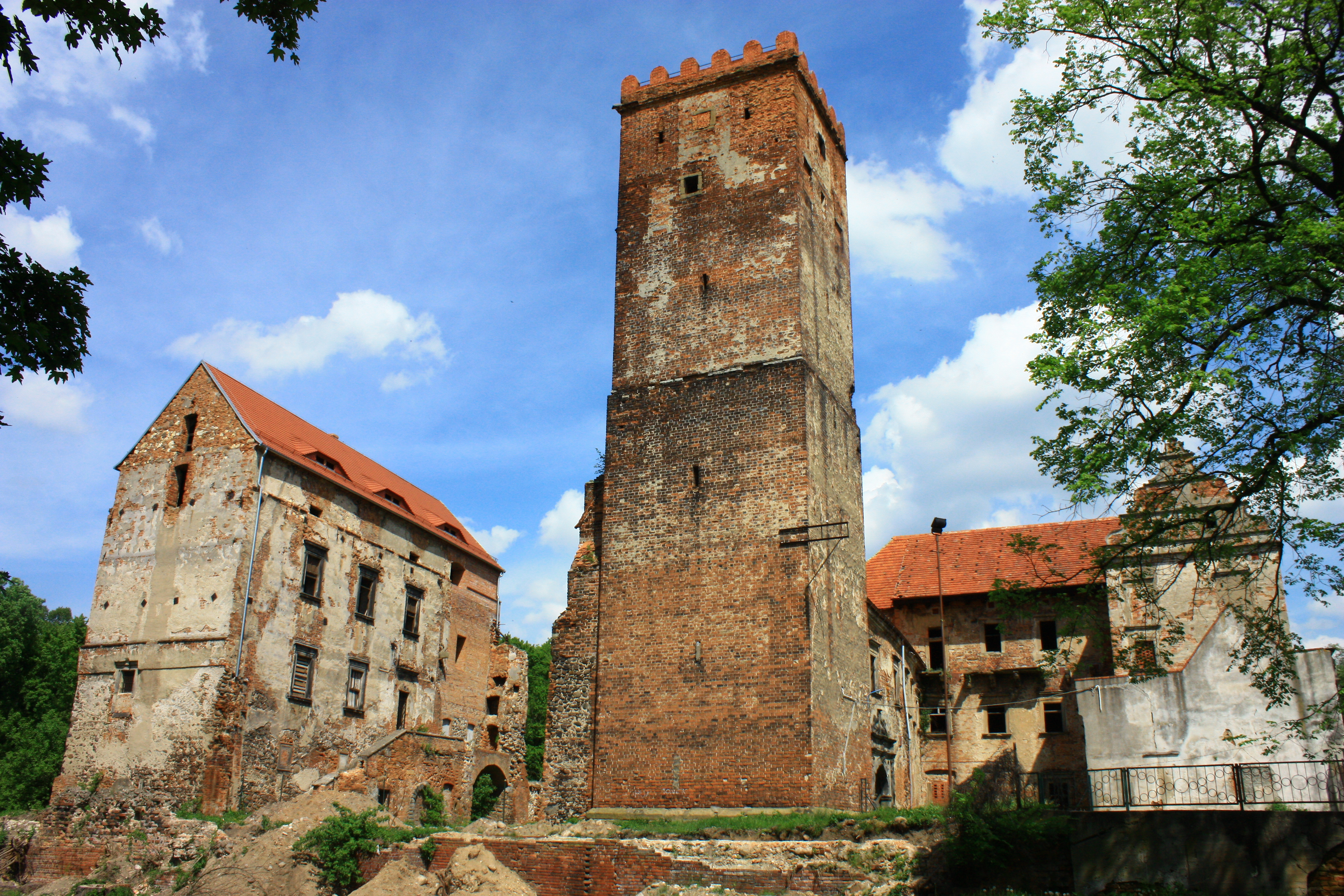
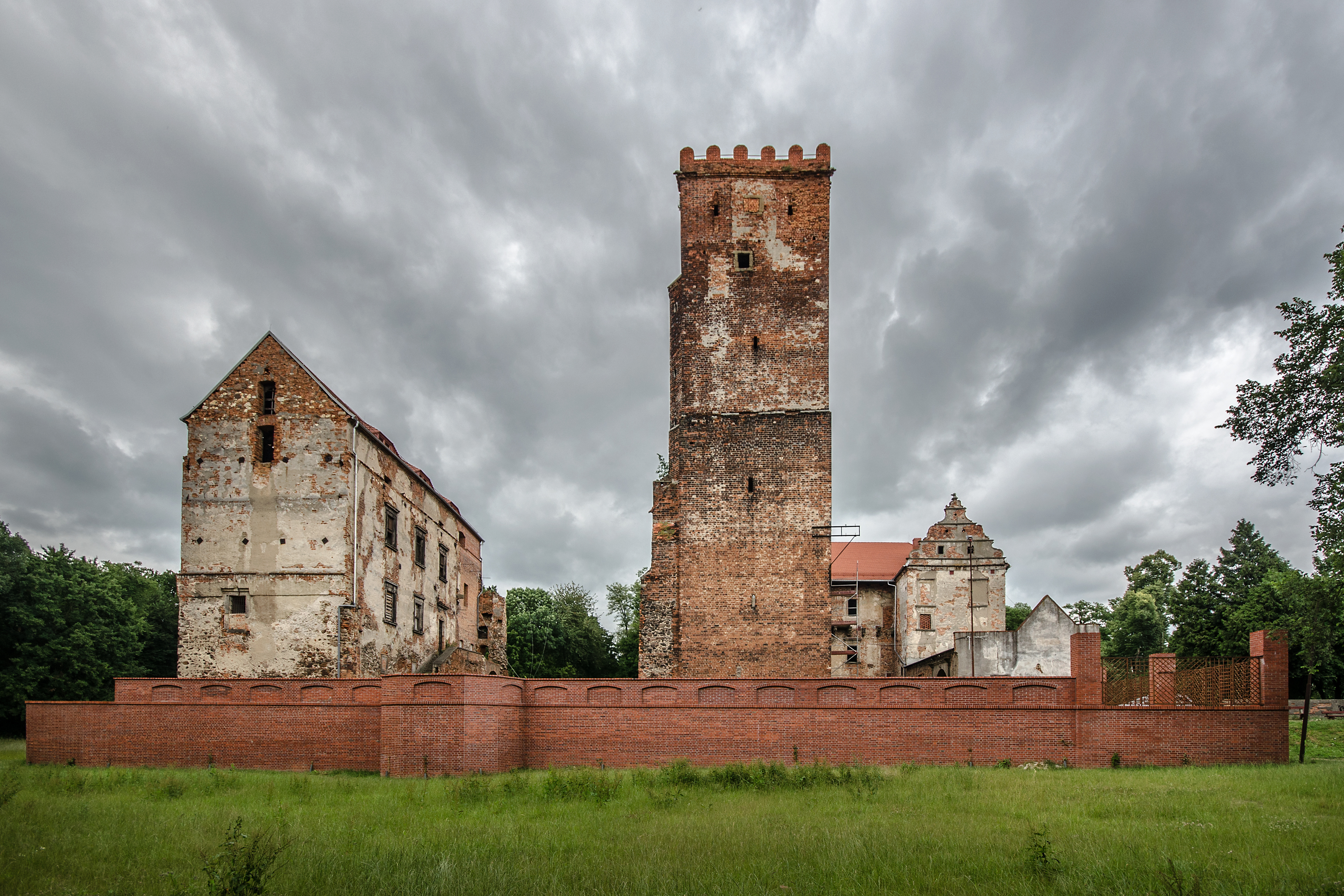
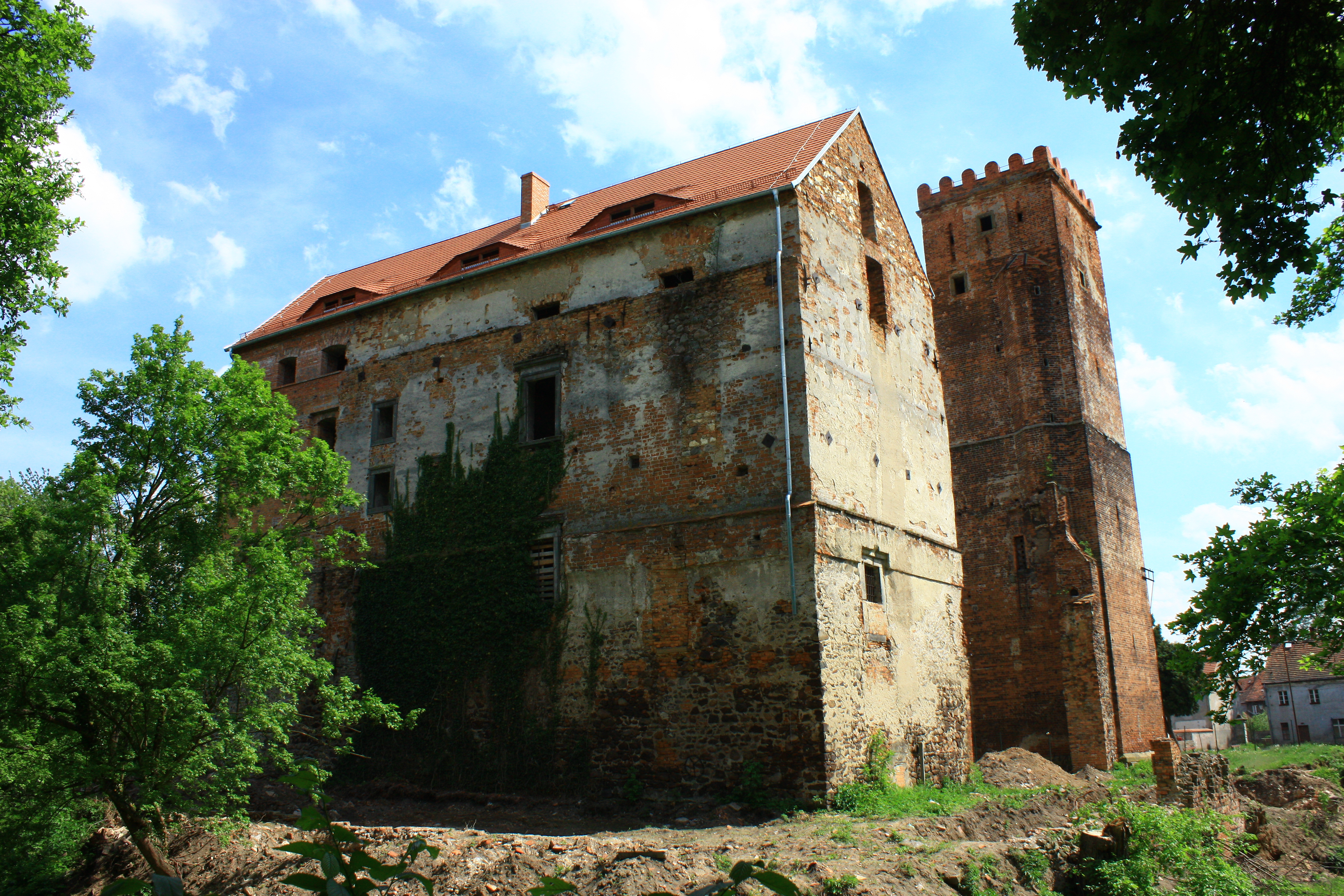
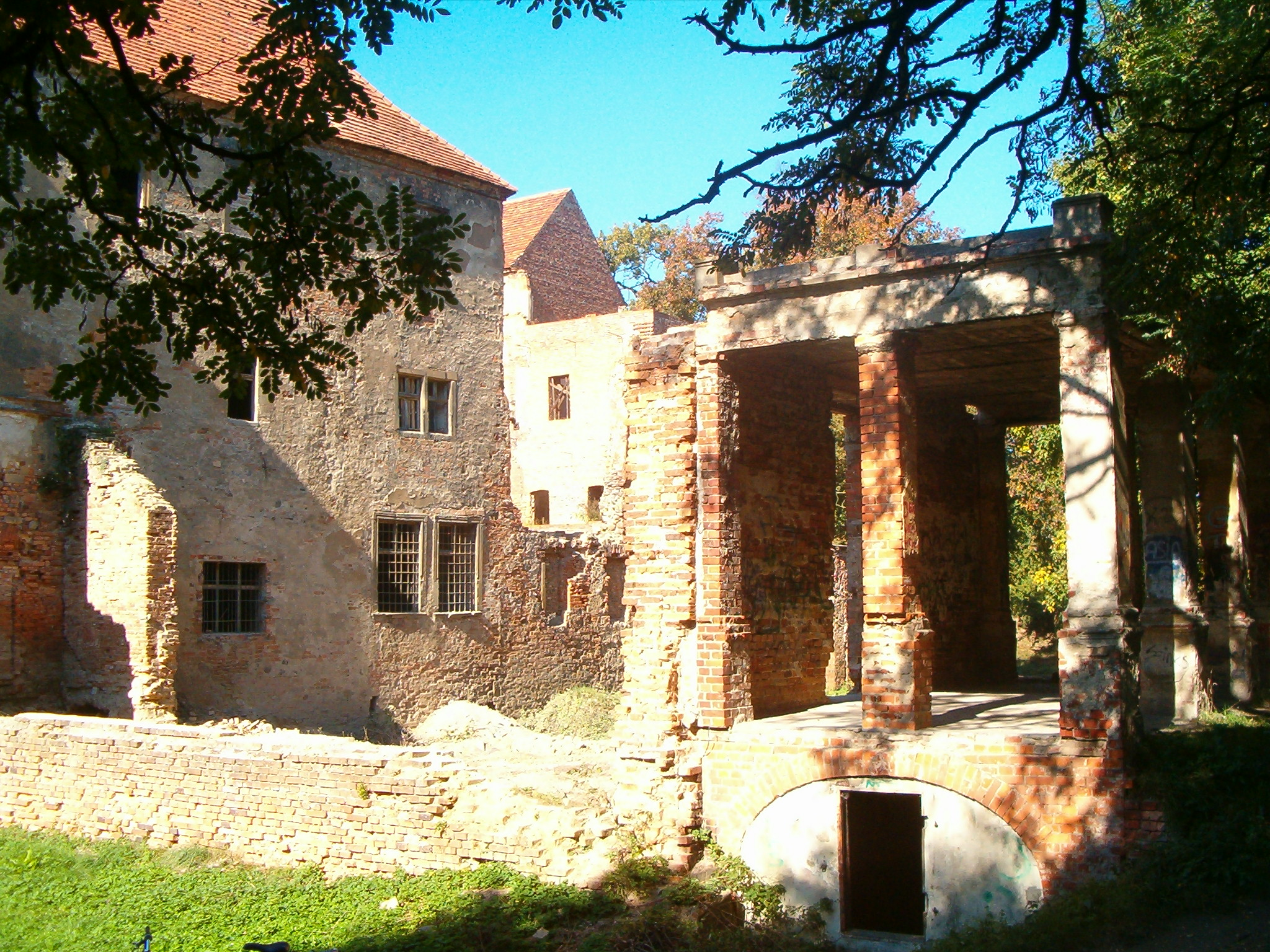